# Dobszyńska Jaskinia Lodowa (jaskinia)

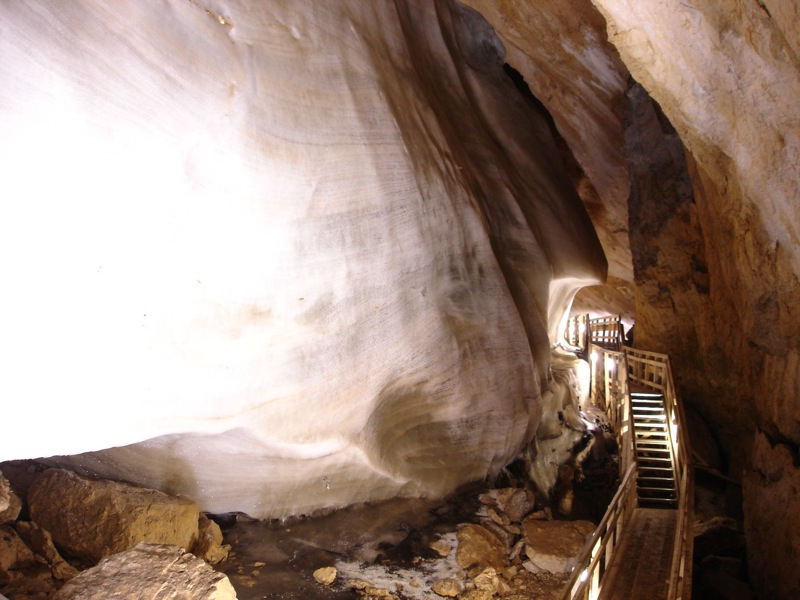
Dobszyńska Jaskinia Lodowa

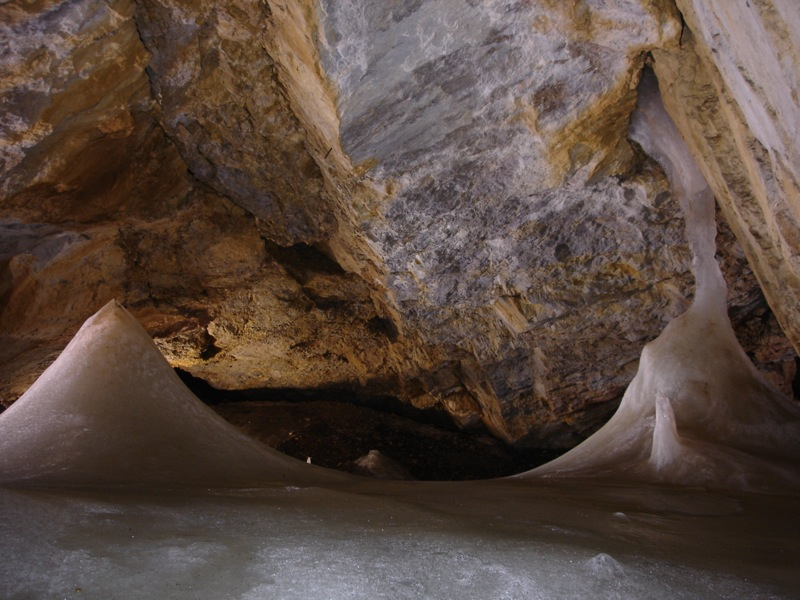
Dobszyńska Jaskinia Lodowa

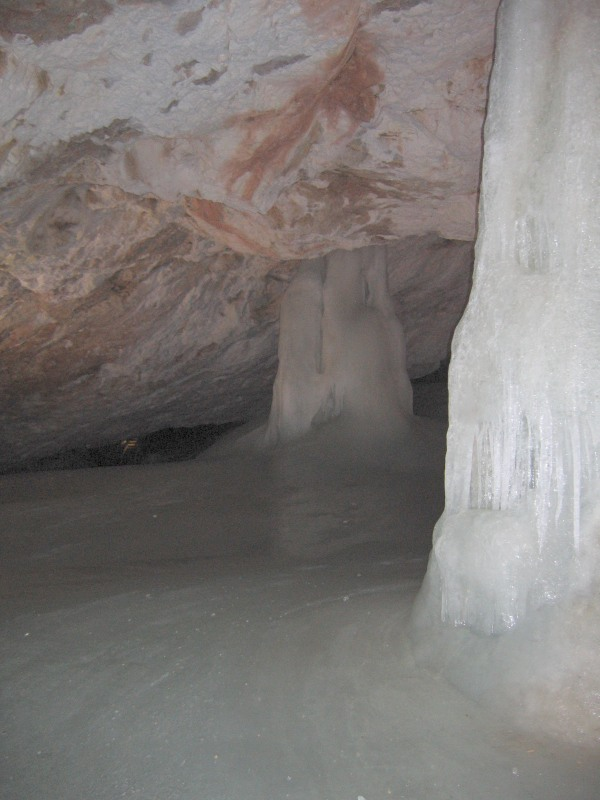
Dobszyńska Jaskinia Lodowa

Dobszyńska Jaskinia Lodowa (słow. Dobšinská ľadová jaskyňa) – jaskinia na Słowacji znajdująca się w miejscowości o tej samej nazwie na terenie płaskowyżu Słowacki Raj. Stanowi unikatowy rezerwat przyrody.

## Położenie
Jaskinia znajduje się w Krasie Spisko-Gemerskim, obecnie na terenie rezerwatu przyrody „Stratená” w Parku Narodowym Słowacki Raj (powiat Rožňava w województwie koszyckim). Stanowi część ogromnego Dobszyńsko-Strateńskiego Systemu Jaskiniowego, który licząc blisko 25 kilometrów korytarzy i sal jest trzecim co do długości systemem jaskiniowym Słowacji. Połączenia z największą w systemie, Jaskinią Strateńską, nigdy jednak nie próbowano dokonać aby nie zachwiać bardzo wrażliwego systemu klimatycznego Jaskini Lodowej. Wejście do Dobszyńskiej Jaskini Lodowej znajduje się w północno-zachodnich zboczach szczytu Duča (1242 m), na wysokości 969 m, ok. 130 m ponad doliną Hnilca.

## Geneza
Dobszyńska Jaskinia Lodowa jest jaskinią typu stratodynamicznego. Wytworzona została w jasnych, pochodzących ze środkowego triasu wapieniach steinalmskich i wettersteinskich płaszczowiny strateńskiej, na skutek działania dawnego, podziemnego toku rzeki Hnilec. W jaskini przeważają wapienie steinalmskie, wapienie wettersteinskie budują jedynie Korytarz Ruffínyi’ego i wschodnie części komory o nazwie Zrútený dóm. Jaskinia rozwinęła się w trzech poziomach wzdłuż pęknięć tektonicznych i międzywarstwowych nieciągłości skał, osiągając 112 metrów deniwelacji w pionie. Występowanie w jaskini osadów rzecznych (żwiry, piasek) dostarczonych do podziemi z obszarów niekrasowych dowodzi genezy jaskini, wytworzonej allochtonicznym przepływem podziemnym paleo-Hnilca.
Główną część jaskini stanowi potężna sala o objętości ok. 140 tys. m³, opadająca od wejścia pod kątem ok. 40° do głębokości –70 m, która powstała przez zapadnięcie się górnego poziomu rozwojowego systemu jaskiniowego. W przeważającej części sala ta wypełniona jest lodem, sięgającym miejscami stropu jaskini, dzięki czemu została ona rozdzielona na kilka części: Wielką i Małą Salę (Velká a Malá sieň), Korytarz Ruffinyi’ego (Ruffiniho koridor) i Przyziemie (Prízemie). Wielka Sala na rzucie elipsy ma długość 72 m, szerokość 42 m i wysokość 7–10 m. Częściowo zalodzona jest Zawalona Katedra (Zrútený dóm), która kończy się zapadliskiem, zwanym Duča. Łączna długość korytarzy jaskini wynosi 1483 m, z czego długość zalodzonych części jaskini wynosi 753 m, a niezalodzonych 730 m. Suche części jaskini mają rozwinięcie poziome, szerokości korytarzy są bardzo zmienne, od 0,5 do 46 m, wysokości od 0,6 do 6 m. 

## Zalodzenie jaskini
Warunki sprzyjające zalodzeniu jaskini zaistniały prawdopodobnie w środkowym czwartorzędzie, po zawaleniu się w obszarze zapadliska Duča stropów między komorami Jaskini Dobszyńskiej i sąsiedniej Jaskini Strateńskiej. Dzięki temu jaskinia zyskała charakterystyczną formę ogromnego worka czy też kieszeni, w której przez cały rok utrzymuje się zimne powietrze. Ciepłe powietrze, o mniejszej gęstości, nie jest w stanie wyprzeć chłodnego powietrza z jaskini. Z tego powodu średnioroczna temperatura powietrza w jaskini utrzymuje się w granicach –3,8 do +0,5 °C. Zalodzenie jaskini tworzące się od około 250 000 lat ma postać litego lodu spągowego, lodowych stalagmitów, nacieków, lodospadów itp. Na formy lodowej szaty naciekowej decydujący wpływ ma cyrkulacja powietrza o zmiennej temperaturze i wilgotności. Największy lodowy stalagmit (lodowy słup) w jaskini ma wysokość 9 m.
Zalodzona część jaskini ma powierzchnię 9772 m², a objętość lodu (zmienna w pewnych granicach, w zależności od warunków pogodowych w danym roku) wynosi średnio 110,1 tys. m³. Największa objętość lodu przekracza okresami nawet 120 tys. m³, zaś maksymalna grubość pokrywy lodowej sięga 26,5 m (dawniejsze wydawnictwa podawały powierzchnię zalodzenia do 11 200 m², objętość lodu do 145 tys. m³, a maksymalną grubość pokrywy lodowej na 22 m). W przekroju pokrywy widoczne są wyraźnie (podobnie jak w lodowcu) poszczególne warstwy lodu - ich grubość jest zależna od intensywności przesiąkania do jaskini wód opadowych w poszczególnych latach. Z punktu widzenia glacjologii pokrywa ta powinna być właściwie traktowana jak lodowiec, ponieważ znajduje się ona w ciągłym ruchu. Lód przesuwa się od wejścia oraz Wielkiej i Małej Sieni w kierunku Przyziemia i Korytarza Ruffinyi’ego, z prędkością od 2 do 4 centymetrów na rok. Szacuje się, że całkowita wymiana pokrywy lodowej trwa od 5000 do 7500 lat.

## Flora i fauna
Na wartość przyrodniczą Dobszyńskiej Jaskini Lodowej składają się także żyjące w niej gatunki fauny i flory. Stwierdzono tu występowanie 12 gatunków nietoperzy, m.in. mroczka pozłocistego, gacka brunatnego, nocka dużego, nocka ostrousznego, nocka wąsatka i nocka Brandta. Dla dwóch ostatnich gatunków Jaskinia Dobszyńska jest jednym z największych (być może największym) ich zimowisk w Środkowej Europie.

## Dzieje poznania i udostępniania turystycznego
Wejście do Dobszyńskiej Jaskini Lodowej znane było miejscowej ludności, pod nazwą Lodowej Dziury (Ľadová diera) lub Zimnej Dziury (Studená diera), od dawna. Prawdopodobnie jako pierwszy pisaną informację o istnieniu lodowej jaskini po północnej stronie góry Duča podał w roku 1858 węgierski lekarz i przyrodnik z Rożniawy, Antal Kiss. Pięć lat później informację tę powtórzył geograf János Hunfalvy. Eksplorację podziemi podjął wszakże jako pierwszy 15 czerwca 1870 r. inżynier górniczy Eugen Ruffínyi wraz z towarzyszami – Gustávem Langiem i Andrejem Megą. Staraniem władz miasta Dobšiná jaskinię udostępniono do zwiedzania już w następnym, tj. w 1871 roku. Już w 1881 r. podjęto tu - pierwsze na świecie - próby elektrycznego oświetlenia jaskini, początkowo jednak z miernym rezultatem. W następnym roku oświetlono więc jaskinię lampami gazowymi z palnikami Bunsena, a ostatecznie w 1887 r. uruchomiono w jaskini (jedno z pierwszych w Europie) stałe oświetlenie elektryczne. W 1873 r. w dolinie poniżej wejścia do jaskini zbudowano pierwszy zajazd z pięcioma pokojami noclegowymi, będący zalążkiem zagospodarowania turystycznego tego regionu – „Hostinec pri Ľadovej jaskyni”. W 1881 r. otwarto tu duże schronisko turystyczne z 18 izbami. W tym samym roku wyrosły w pobliżu dwie pierwsze prywatne wille.
Części suche bez lodu odkrył w sierpniu 1947 r. J. Mišelnický. Następnie jaskinię badali  L. Šimkovič (1947–48) oraz A. Droppa (1950). 

## Ruch turystyczny w jaskini
Od samego początku swego udostępnienia jaskinia zyskała zasłużoną sławę wyjątkowego obiektu natury. Wśród zwiedzających jaskinię były koronowane głowy: serbski król Milan I i bułgarski car Ferdynand I Koburg, a także książę August von Sachsen Gotha. Odwiedziła ją grupa francuskich uczonych z budowniczym Kanału Sueskiego, inżynierem Ferdynandem Lessepsem na czele. Jaskinię podziwiali norweski badacz polarny Fridtjof Nansen i węgierski pisarz Mór Jókai. Nie brakło również wybitnych Słowaków, jak Štefan Marko Daxner, Pavol Országh Hviezdoslav czy Svetozár Hurban-Vajanský. W 1890 r. w Wielkiej Sali odbył się koncert na cześć Karola Ludwika Habsburga, a trzy lata później urządzono tam pierwsze letnie lodowisko, na którym ślizgano się na łyżwach.
W 1928 r. jaskinię odwiedziło 9656 osób, z czego ok. 5,6 tys. gości zagranicznych. W roku 1977 liczby te wynosiły odpowiednio 116,8 tys. osób, z czego 51,6 tys. gości zagranicznych.
Obecnie dla turystów udostępniony jest jedynie niewielki fragment korytarzy jaskini, w których wytyczono trasę w postaci pętli długości 495 m. Stało się to możliwe dzięki wydrążeniu (częściowo w lodzie) trzech tuneli o długości ok. 30 m każdy. Zwiedzanie trwa ok. 40 min. Jaskinia jest czynna od 15 maja do 30 września, w godzinach od 9.00 do 16.00. Piesze dojście z parkingu w dolinie zajmuje niespełna 20 minut, a trasę uatrakcyjniają panele informacyjne biegnącej tędy dydaktycznej ścieżki przyrodniczej.

## Ochrona jaskini
Od 1964 r. jaskinia była objęta ochroną jako wchodząca w skład rezerwatu przyrody Dolina Stratená – Ľadová jaskyňa. Rezerwat znajdował się na terenie powołanego w tym samym roku Obszaru Chronionego Krajobrazu „Słowacki Raj” (słow. Chránená krajinná oblasť „Slovenský raj”). Z dniem 1 grudnia 1979 r. Ministerstwo Kultury Słowackiej Republiki Socjalistycznej objęło ją dodatkowo ochroną jako pomnik przyrody (słow. Chránený prírodný výtvor Dobšinská ľadová jaskyňa). Od 1988 r. znajduje się na terenie Parku Narodowego Słowacki Raj.
W 2000 r., w 130. rocznicę swego „odkrycia”, na sesji w australijskim mieście Cairns, Dobszyńska Jaskinia Lodowa została zapisana na listę światowego dziedzictwa UNESCO (ów zapis stanowi poszerzenie wpisu jaskiń Krasu Słowackiego i węgierskiego Krasu Aggtelek z 1995 r.).